# Jan Speckenbach

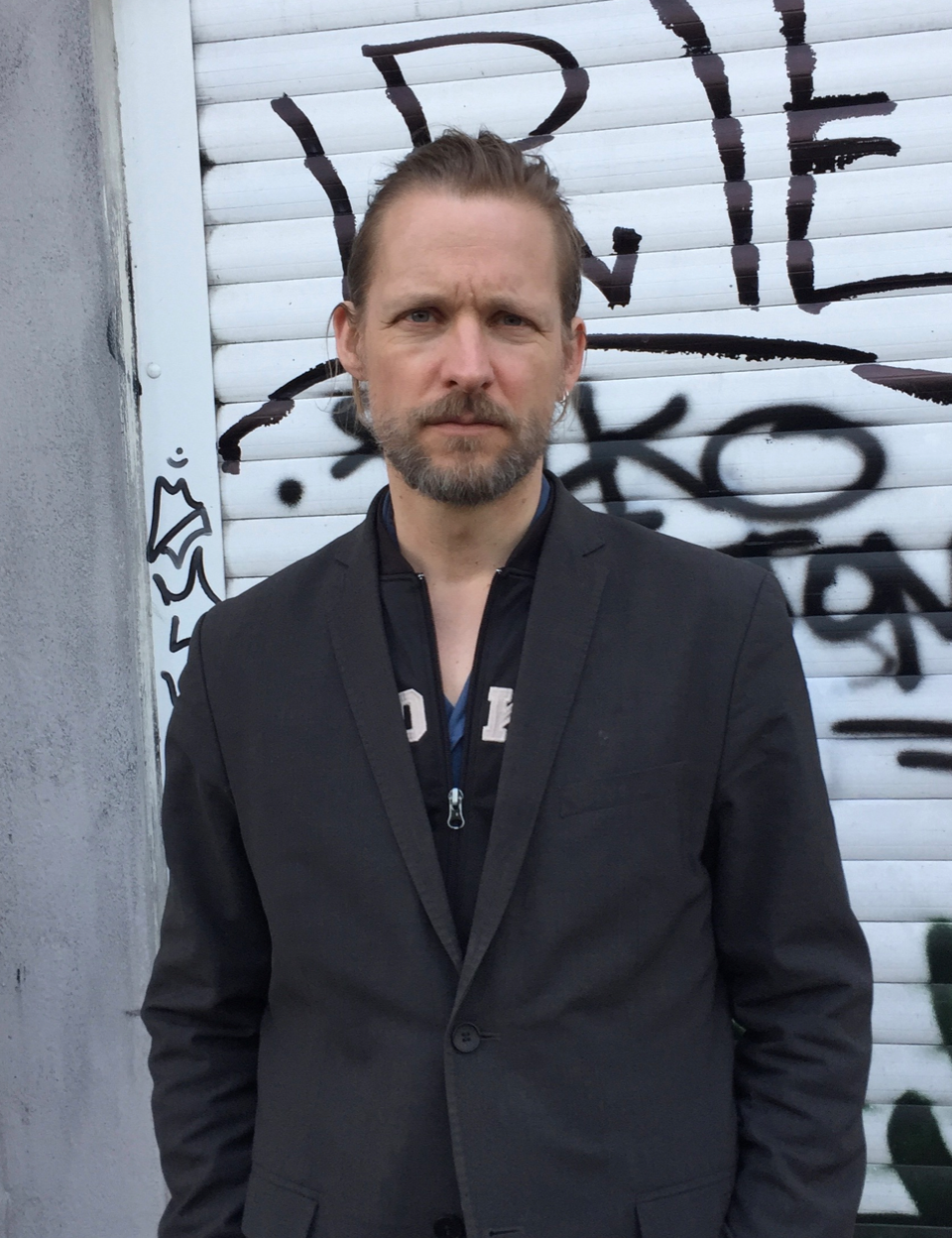
Jan Speckenbach (2019)

Jan Speckenbach (* 1970 in Münster) ist ein deutscher Filmregisseur, Drehbuchautor und Videokünstler.

## Leben
Jan Speckenbach studierte Anfang der 1990er Jahre an der Hochschule für Gestaltung Karlsruhe Kunstwissenschaft und Medientheorie, Philosophie und Ästhetik und Medienkunst/Film. Mitte der Neunziger verbrachte er zwei Jahre in Paris, wo er an der Université Paris 7 – Jussieu eine Licence in Études Cinématographiques et Audiovisuelles ablegte. 1999 beendete er sein Studium an der HfG Karlsruhe mit einem Magister in Kunstwissenschaft.
Im gleichen Jahr fertigte Speckenbach zusammen mit Rebecca Picht die Videoinstallation Film Essay Black Maria für den Hamburger Bahnhof an als Teil der Ausstellung Collage/Montage, die zur Retrospektive Das XX. Jahrhundert – ein Jahrhundert Kunst in Deutschland der Nationalgalerie Berlin gehörte. Gemeinsam mit Birk Weiberg folgte ein Jahr später eine weitere Videoinstallation: DCX – Deine Welt in Meinen Tränen, die in den Galerien K&S Berlin und C3 Budapest sowie auf der Videofestival VIPER Basel gezeigt wurde.
2001 begann er eine Zusammenarbeit mit Frank Castorf, für den er die Videogestaltung der ersten großen Video-Theaterstücke übernahm (Erniedrigte und Beleidigte, Der Idiot, Der Meister und Margarita, Forver Young). Für die Inszenierung Forever Young wurde Speckenbach gemeinsam dem Bühnenbildner Bert Neumann 2003 mit einem Nestroy-Preis ausgezeichnet. In der Folge arbeitete er kontinuierlich als Videokünstler an deutschen und internationalen Bühnen. Zusammenarbeit u. a. mit Milan Peschel, Sebastian Hartmann, Martin Wuttke, René Pollesch, Jan Bosse, Amélie Niermeyer, Sebastian Baumgarten, Armin Petras, Claus Peymann.
2004 entstand sein Dokumentarfilm ZEITSPUREN über die Berliner Volksbühne. Daneben absolvierte er an der Deutschen Film- und Fernsehakademie Berlin (DFFB) ein Filmregiestudium, das er 2012 abschloss. Sein Kurzfilm GESTERN IN EDEN wurde 2008 in Cannes gezeigt, SPATZEN gewann ein Jahr später eine Reihe von Preisen und war für den Kurzfilm-Oscar qualifiziert. Sein Langfilmdebüt DIE VERMISSTEN hatte 2012 auf der Berlinale Premiere, wurde in der Folge für den Europäischen Filmpreis als bester Debütfilm in der Sektion European Discovery nominiert und qualifizierte sich für den Deutschen Filmpreis. Sein zweiter Kinofilm FREIHEIT lief 2017 im Wettbewerb von Locarno.
Während des Corona-Lockdowns 2020 übernahm Speckenbach die Live-Bildregie für das Online-Stream-Projekt Der Zauberberg von Sebastian Hartmann am Deutschen Theater. Der Live-Stream wurde zum Berliner Theatertreffen eingeladen.
Jan Speckenbach lehrte als Dozent an Hochschulen wie der Freien Universität Berlin – Institut für Theaterwissenschaft, der Hochschule für Musik und Theater Felix Mendelssohn Bartholdy Leipzig und dem Department für Schauspiel und Regie der Universität Mozarteum Salzburg. Er ist Mitglied der Europäischen Filmakademie. Er publizierte Texte zu Film und Video (Theater der Zeit, Schnitt keyframe.org u. a.)

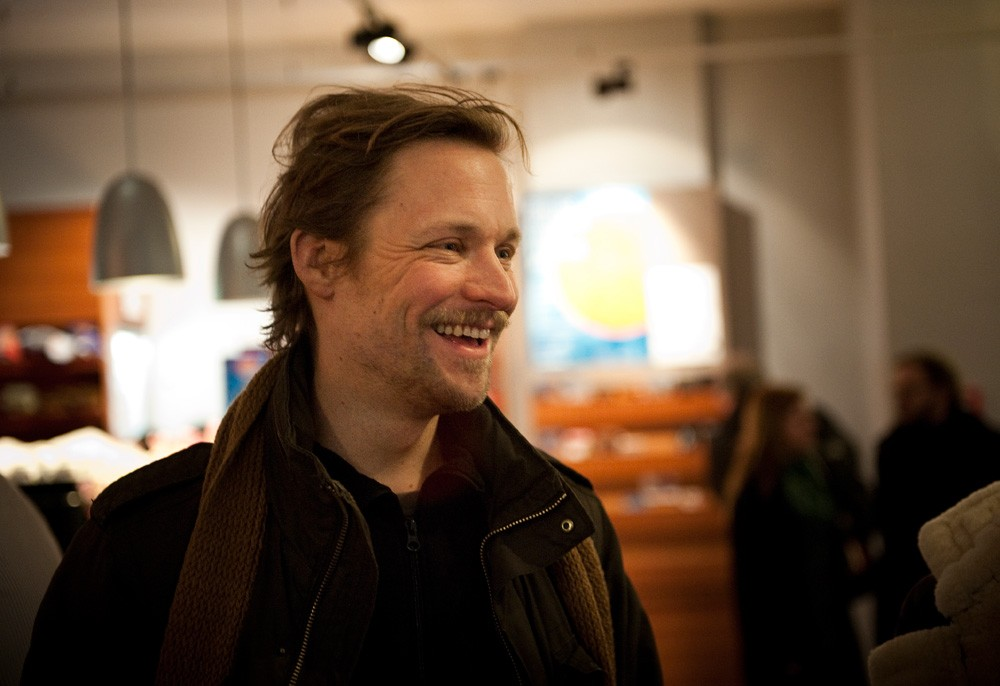
Jan Speckenbach auf der Berlinale. Foto Peter Kreibich 2012

Speckenbach lebt in Berlin.

## Filmografie (Auswahl)
- 2020: Heute war Morgen (Kurzfilm)
- 2019: a:N:n:a (Kurzfilm)[17]
- 2017: Freiheit (Kinofilm)
- 2012: Die Vermissten (Kinofilm)
- 2009: Spatzen (Kurzfilm)
- 2008: Gestern in Eden (Kurzfilm)
- 2006: Der Idiot (Kamera – Regie Frank Castorf)
- 2005: Skipholt (Schnitt – Regie John Bock)
- 2004: Zeitspuren oder Vermessung eines Theaters. Die Volksbühne am Rosa-Luxemburg-Platz (Dokumentarfilm)[18]
- 1995: A Few Minutes Jean Rouch (Kurzdokumentarfilm)[19]

## Theaterarbeiten (als Videokünstler)
- 2025: Ich werde dich lieben (Regie Milan Peschel), Mecklenburgisches Staatstheater; Also sprach Zarathustra (Regie Sebastian Hartmann), Schauspielhaus Zürich
- 2024: Chico Zitrone im Tal der Hoffnung (Regie Milan Peschel), Mecklenburgisches Staatstheater; Chowanschtschina (Regie Claus Guth), Staatsoper Unter den Linden Berlin; Schiff der Träume (Regie: Anna Bergmann), Deutsches Theater Berlin; Schnittchenkauf (kollektive Regie), Volksbühne Berlin
- 2023: Vernichten (Regie Sebastian Hartmann), Staatsschauspiel Dresden; Ministerium für Einsamkeit (Regie Peter Kastenmüller) Deutsches Schauspielhaus Hamburg; Fantômas (Regie René Pollesch), Volksbühne Berlin; Das Leben ist unaufhaltsam (Regie Peter Kastenmüller) Theater Basel
- 2022: réBelles (Lieberabend mit Josefine Göhmann), Elisabethkirche Berlin
- 2021: Die Gewehre der Frau Kathrin Angerer (Regie René Pollesch), Volksbühne Berlin / Wiener Festwochen; Lucia (Regie Amélie Niermeyer), Hamburgische Staatsoper; Coolhaze (Regie Studio Braun), Deutsches Schauspielhaus Hamburg
- 2020: Der Zauberberg (Regie Sebastian Hartmann), Deutsches Theater Berlin (Bildregie des Live-Streams)
- 2019: Don Giovanni (Regie Jan Bosse), Hamburgische Staatsoper; Rusalka (Regie Amélie Niermeyer), Theater an der Wien
- 2018: Frankenstein/Homo Deus (Regie Jan Bosse), Thalia Theater Hamburg; Mephisto (Regie Milan Peschel), Schauspiel Hannover
- 2017: Der Hauptmann von Köpenick (Regie Jan Bosse), Deutsches Theater Berlin; Der goldene Handschuh (Regie Studio Braun), Schauspielhaus Hamburg
- 2015: Die Netzwelt (Regie Amélie Niermeyer), Residenztheater München
- 2014: Das Mädchen Rosemarie (Regie Milan Peschel), Schauspiel Hannover
- 2013: The Raven (Regie, Bühne & Video), Grand Théâtre de la Ville du Luxembourg, Théâtre des Bouffes du Nord; La Dame aux Camélias (Regie Frank Castorf), Odéon – Théâtre de l’Europe Paris
- 2011: Carmen (Regie Sebastian Baumgarten), Komische Oper Berlin
- 2009: Aura (Regie Susanne Øglænd), Teatro de la Zarzuela Madrid, Theaterhaus Stuttgart, Teatro Goldoni Venedig
- 2008: Mephisto Forever (Regie Armin Petras), Maxim Gorki Theater Berlin; Die Schock-Strategie. Hamlet (Regie Jorinde Dröse), Centraltheater Leipzig; Birthday Bash Tour von Marius Müller-Westernhagen (Video Director), Lanxess Arena Köln, Color Line Arena Hamburg, Max Schmeling Halle Berlin
- 2005 La Chambre Penchée (Regie, Bühne & Video), La Ferme du Buisson Paris, Filmfassung: Viper Basel
- 2004: Kokain (Regie Frank Castorf), Volksbühne Berlin / Wiener Festwochen; Solaris (Regie Marin Wuttke), Hangar Neuhardenberg
- 2003: Forever Young (Regie Frank Castorf), Volksbühne Berlin / Wiener Festwochen; Die Perser (Regie Martin Wuttke), Hangar Neuhardenberg
- 2002: Meister und Margarita (Regie Frank Castorf), Volksbühne Berlin / Wiener Festwochen; Der geteilte Himmel (Regie Sebastian Hartmann), Volksbühne Berlin; Der Idiot (Regie Frank Castorf), Volksbühne Berlin; Quiz 3000 – Du bist die Katastrophe (Regie Christoph Schlingensief), Volksbühne Berlin
- 2001: Die Unsichtbare (Regie Claus Peymann), Berliner Ensemble; Erniedrigte und Beleidigte (Regie Frank Castorf), Volksbühne Berlin / Wiener Festwochen

## Video-Installationen
- 2001: DCX. Deine Welt in Meinen Tränen (mit Birk Weiberg), Galerie K&S Berlin, C3 Budapest, Viper Basel[20]
- 1999: Film Essay Black Maria (mit Rebecca Picht), Hamburger Bahnhof Berlin

## Veröffentlichungen
- 2022: Jenseits der Leinwand. In: Theater der Zeit, Februar, Berlin[21]
- 2004: Eventmontage. Das Kampffeld von Raum und Zeit. In: Schnitt Nr. 35[22]
- 2002: On the Remake. A Cinematic Phenomenon. Part two.[23]
- 2002: Der Einbruch der Fernsehtechnologie. In: Einbruch der Realität, Hrsg. v. Carl Hegemann, Berlin: Alexander Verlag
- 2001: On the Remake. A Cinematic Phenomenon. Part one.[24]
- 2000: Match Frame and Jump Cut.[25]
- 2000: Die Großaufnahme: Ikone oder Maske? In: Beiträge zu Kunst und Medientheorie, Hrsg. v. Hans Belting, Ulrich Schulze. Stuttgart: Hatje Cantz
- 1999: Das Schweigen von Alexander Kluge wird überbewertet (mit Rebecca Picht). In: Das XX. Jahrhundert, ein Jahrhundert Kunst in Deutschland. Schuster, Peter-Klaus (Ed.) Staatliche Museen Preußischer Kulturbesitz und Nicolaische Verlagsbuchhandlung 1999

## Auszeichnungen
- 2021: Einladung zum Theatertreffen mit dem Live-Stream Der Zauberberg
- 2020: Nominierung von Freiheit für den Grimme Preis
- 2018: Nominierung von Freiheit für den MFG-Star, Qualifizierung von Freiheit für die Short List zum Deutschen Filmpreis
- 2013: Made in Germany – Förderpreis Perspektive für das Treatment Das Klopfen der Steine
- 2012: Nominierung von Die Vermissten für den Europäischen Filmpreis als bester Debütfilm in der Sektion «European Discovery»
- 2012: Qualifizierung von Die Vermissten für die Short List zum Deutschen Filmpreis
- 2011: Prix Tsarine für den Kurzfilm Spatzen bei den Nuits Méditerranéennes du Court Métrage Festival auf Korsika
- 2010: Premio Danzante für Spatzen als bester Kurzfilm beim Huesca Film Festival in Spanien 2010; Qualifizierung von Spatzen für die Short List zum Oscar als Best Live Action Short
- 2003: Nestroy-Preis für die beste Videoarbeit in der Theaterinszenierung Forever Young, Regie Frank Castorf[4]
- 2001: Heinrich-Klotz-Stipendium gemeinsam mit Birk Weiberg für die Entwicklung der Website keyframe.org[26]
- 1994: Gunter-Schroff-Preis für Leistungen im Studium an der HfG Karlsruhe